# Epidius lyriger
Epidius lyriger là một loài nhện trong họ Thomisidae.
Loài này thuộc chi Epidius. Epidius lyriger được Eugène Simon miêu tả năm 1897.